# سيرجيو مولينا ريفيرو
سيرجيو مولينا ريفيرو (بالإسبانية: Sergio Molina Rivero)‏ (14 نوفمبر 1983 في إسبانيا - ) هو لاعب كرة قدم إسباني في مركز الهجوم. لعب مع أتلتيكو مدريد ب وريال خاين ونادي ألباسيتي ونادي أوريويلا ونادي سبتة ونادي ماربيا وCaravaca CF ‏ وCD Raqui San Isidro ‏ وPanthrakikos F.C. ‏ وAtlético Malagueño ‏ وCD Puertollano ‏ وغرناطة 74 ‏.

## وصلات خارجية
- سيرجيو مولينا ريفيرو على موقع قاعدة بيانات كرة القدم.إي يو (الإنجليزية)
- سيرجيو مولينا ريفيرو على موقع Soccerway.com (الإنجليزية)
- سيرجيو مولينا ريفيرو على موقع AS.com (الإسبانية)